# اچ‌ام‌اس آپولو (۱۸۹۱)
اچ‌ام‌اس آپولو (۱۸۹۱) (به انگلیسی: HMS Apollo (1891)) یک کشتی بود که طول آن ۳۱۴ فوت (۹۵٫۷ متر) بود. این کشتی در سال ۱۸۹۰ ساخته شد.